# Анджей Шамотульский
Анджей Шамотульский (пол. Andrzej Szamotulski; ? — 23 мая 1511) — польский государственный деятель, каштелян мендзыжецкий (1472), гнезненский (1484) и калишский (1487), воевода калишский (1500—1501) и познанский (1501—1511).

## Биография
Представитель польского шляхетского рода Шамотульских герба «Наленч». Сын каштеляна познанского и генерального старосты великопольского Петра Свидвы Шамотульского (ок. 1415—1473). Он сыграл значительную роль в назначении на престол трех последующих Ягеллонцев: Яна Ольбрахта, Александра Ягеллона и Сигизмунда I Старого.
В 1472 году он был назначен каштеляном Мендзыжеча. После смерти отца в 1473 году он взял на себя владение Мендзыжечем и Яворовом. По крайней мере с 1475 года вместе со своим двоюродным братом Яном он был арендатором Познанской таможни. До 1482 года он женился на Катажине Олесницкой, племяннице примаса Збигнева Олесницкого. В 1484 году он стал каштеляном Гнезно, а через три года — Калиша. В 1485 и 1501 годах он был назначен посланником ко двору великого магистра Тевтонского ордена. Он был королевским комиссаром в споре между Гданьском и Эльблонгом по поводу Вислинской косы. Он был политически активен во время выборов Яна Ольбрахта (1493 г.), который вернул ему пост старости Мендзыжеча. С 1500 года он стал политически связан с кардиналом Фридериком Ягеллоном, благодаря которому в декабре 1500 года стал воеводой калишским, а шесть месяцев спустя — познанским. После смерти Яна Ольбрахта он поддержал кандидатуру на польский престол короля Венгрии и Чехии Владислава Ягеллончика. После избрания Александра Ягеллончика он был одним из создателей мельницкой привилегии и Петркув-Мельникской унии 1501 года.
На коронационном сейме 1502 года он был назначен комиссаром по чеканке монет в Польше. В последующие годы он был антагонистом генерального старосты Великой Польши Амброжи Памповского, который был сторонником укрепления королевской власти, основанной на дворянстве.
Грамоту об избрании Сигизмунда I Старого королем Польши и великим князем литовским он подписал на сейме в Пётркуве 8 декабря 1506 года.
Анджей Шамотульский скончался 23 мая 1511 года. Его наследницей стала его единственная дочь, Катажина Гурка (+ 1530), жена Лукаша Гурки. Похоронен в Шамотулах, где его надгробие было украшено плитой, изготовленной в мастерской Фишера. Во время Великой Отечественной войны эта плита была вывезена немцами и найдена в 1990 году в Эрмитаже, откуда была возвращена в Шамотулы. Надпись на плите гласила, что под ней похоронен «лучший сенатор всего королевства, самый выдающийся по своей отзывчивости, красноречию и благоразумию среди иностранных народов».